# Breakfast Club (gruppo musicale)
I Breakfast Club sono stati un gruppo synth pop statunitense formatosi a New York negli anni settanta. In una delle prime formazioni del gruppo figurava anche Madonna come batterista alle prime esperienze musicali.

## Storia
All'inizio degli anni ottanta il gruppo era costituito da Daniel Gilroy, Ed Gilroy, Gary Burke, Paul Kauk e Stephen Bray.
Il loro primo ed unico album, l'eponimo Breakfast Club, pubblicato dalla MCA nel 1987, contiene pezzi scritti e composti proprio dai due ex boyfriend di Madonna: Dan Gilroy e Stephen Bray (eccettuata la cover di Expressway to Your Heart), molti dei quali pubblicati come singoli.
Sempre nel 1987, Right on Track, il singolo che aveva anticipato l'album, raggiunse nella classifica USA Billboard Hot 100 la posizione nº7 e nel Regno Unito la nº54.

## Formazione
- Daniel Gilroy: voce
- Ed Gilroy: chitarra
- Gary Burke: basso
- Paul Kauk: tastiere
- Stephen Bray: batteria
- Madonna: batteria (1977)

## Discografia parziale

### Album
- 1987 - Breakfast Club

### Singoli
- 1984 – Rico Mambo
- 1986 – Right on Track
- 1986 – Rico Mambo
- 1987 – Kiss and Tell
- 1987 – Never Be the Same
- 1988 – Expressway to Your Heart
- 1988 – Drive My Car